# Episodi di Les Mystères de l'amour (diciassettesima stagione)
La diciassettesima stagione della serie televisiva Les Mystères de l'amour è andata in onda in Francia dal 18 febbraio al 20 maggio 2018 sul canale Telemontecarlo.
In Italia è inedita.
| nº | Titolo originale           | Titolo italiano | Prima TV Francia | Prima TV Italia |
| -- | -------------------------- | --------------- | ---------------- | --------------- |
| 1  | Ruptures et aveux          |                 | 18 febbraio 2018 |                 |
| 2  | Fausses interprétations    |                 | 24 febbraio 2018 |                 |
| 3  | Fatales coïncidences       |                 | 25 febbraio 2018 |                 |
| 4  | Changements de partenaires |                 | 3 marzo 2018     |                 |
| 5  | De mal en pis              |                 | 4 marzo 2018     |                 |
| 6  | Consultations              |                 | 10 marzo 2018    |                 |
| 7  | Ruptures difficiles        |                 | 11 marzo 2018    |                 |
| 8  | Amours brisés              |                 | 17 marzo 2018    |                 |
| 9  | Rencontres surprenantes    |                 | 18 marzo 2018    |                 |
| 10 | Piège et décision          |                 | 24 marzo 2018    |                 |
| 11 | Rencontre inattendue       |                 | 25 marzo 2018    |                 |
| 12 | Otages                     |                 | 31 marzo 2018    |                 |
| 13 | Complication en chaîne     |                 | 1 aprile 2018    |                 |
| 14 | Départ surprise            |                 | 7 aprile 2018    |                 |
| 15 | Nashville 2                |                 | 8 aprile 2018    |                 |
| 16 | Nouvelle inattendue        |                 | 14 aprile 2018   |                 |
| 17 | Pièges et surprises        |                 | 15 aprile 2018   |                 |
| 18 | La loi de Murphy           |                 | 21 aprile 2018   |                 |
| 19 | Tristes Surprises          |                 | 22 aprile 2018   |                 |
| 20 | Demandes multiples         |                 | 28 aprile 2018   |                 |
| 21 | Dénouements                |                 | 29 aprile 2018   |                 |
| 22 | Triste retour              |                 | 6 maggio 2018    |                 |
| 23 | Suprêmes sacrifices        |                 | 12 maggio 2018   |                 |
| 24 | Solitudes                  |                 | 13 maggio 2018   |                 |
| 25 | Les yeux de l'amour        |                 | 19 maggio 2018   |                 |
| 26 | Nouveau danger             |                 | 20 maggio 2018   |                 |